# Luschki (Kaliningrad, Osjorsk)
Luschki (russisch Лужки, deutsch Tarputschen (Kirchspiel Trempen), 1938–1945 Sauckenhof) ist ein Ort in der russischen Oblast Kaliningrad. Er gehört zur kommunalen Selbstverwaltungseinheit Munizipalkreis Osjorsk im Rajon Osjorsk.
Der Ort ist nicht zu verwechseln mit dem ebenfalls im damaligen Kreis Darkehmen neun Kilometer nordöstlich gelegenen Ort Tarputschen (Kirchspiel Ballethen), 1938–1945: Erlenflet, der nach 1945 russisch Nowosselje hieß und nicht mehr existent ist.

## Geographische Lage
Luschki liegt 21 Kilometer nordwestlich der Rajonstadt Osjorsk (Darkehmen/Angerapp) an der Kommunalstraße 27K-160 von Krasnojarskoje (Sodehnen) an der Regionalstraße 27A-043 (ex R517) nach Sadowoje (Szallgirren/Kreuzhausen) an der Regionalstraße 27A-037 (ex A197).
Ein Bahnanschluss besteht nicht mehr. Vor 1945 war das zwei Kilometer entfernte Elkinehlen (1938–1945 Elken, heute russisch: Donskoje) Bahnstation an der Strecke von Insterburg (russisch: Tschernjachowsk) nach Trempen (Nowostrojewo) bzw. Nordenburg (Krylowo) der Insterburger Kleinbahnen.

## Geschichte
Die im Jahre 1339 bereits urkundlich erwähnte Familie Saucken auf Wickerau (heute polnisch: Wikrowo) im nachmaligen Landkreis Preußisch Holland war bis 1945 Gutsbesitzerfamilie auf Tarputschen (der Name kam in Ostpreußen vor 1945 mehrmals vor).
Im Jahre 1818 waren hier 98 Einwohner registriert, 1863 waren es bereits 440. Am 6. Mai 1874 wurde Tarputschen Amtsdorf im Kreis Darkehmen. Am 1. Dezember 1910 zählte der Gutsbezirk Tarputschen 336 Einwohner. Im Jahr 1928 wurde der Gutsbezirk in eine Landgemeinde umgewandelt. Deren Einwohnerzahl betrug 1933 noch 268 und 1939 noch 208. Am 3. Juni 1938 – mit amtlicher Bestätigung vom 16. Juli 1938 – wurde Tarputschen aus politisch-ideologischen Gründen in „Sauckenhof“ umbenannt. Für diesen Namen dürfte die Gutsbesitzerfamilie Pate gestanden haben. Nach seinem Namen verlor Tarputschen 1939 auch seine Rolle als Namensgeber eines Amtsbezirks, der fortan nach der Gemeinde Kreuzhausen (vormals Szallgirren bzw. Schallgirren, heute russisch Sadowoje) benannt wurde.
Infolge des Zweiten Weltkrieges wurde der Ort unter sowjetische Verwaltung gestellt. Im Jahr 1947 erhielt er die russische Ortsbezeichnung „Luschki“ und wurde gleichzeitig dem Dorfsowjet Nowostrojewski selski Sowet im Rajon Osjorsk zugeordnet. Später gelangte der Ort in den Nekrassowski selski Sowet. Von 2008 bis 2014 gehörte Luschki zur Landgemeinde Nowostrojewskoje selskoje posselenije, von 2015 bis 2020 zum Stadtkreis Osjorsk und seither zum Munizipalkreis Osjorsk.

## Amtsbezirk Tarputschen 1874–1939
Der Amtsbezirk Tarputschen wurde am 6. Mai 1874 im Kreis Darkehmen eingerichtet. Ihm gehörten die folgenden Gutsbezirke (GB) und Landgemeinden (LG) an:
| Name              | Name (1938–1945)   | russischer Name nach 1945 | Bemerkungen                                                                       |
| ----------------- | ------------------ | ------------------------- | --------------------------------------------------------------------------------- |
| Daubischken (LG)  | (Kleinkreuzhausen) | Wischnjowy                | seit 1911, vorher im Amtsbezirk Adamsheide, 1928 zur LG Szallgirren               |
| Elkinehlen (GB)   | Elken              | Donskoje                  | seit 1928 LG                                                                      |
| Grafenheyde (GB)  |                    |                           | nur zeitweise, später zum GB bzw. LG Tatarren                                     |
| Julienfelde (GB)  |                    | Jurjewo                   | seit 1911, vorher im Amtsbezirk Adamsheide, seit 1928 LG                          |
| Karlshof (GB)     |                    | Snamenka                  | zunächst Carlshof, 1928 zur LG Szallgirren                                        |
| Luisenhof (GB)    |                    | Kirpitschny               | auch Louisenhof, spätestens seit 1882 nicht mehr selbständig, zur LG Szallgirren? |
| Szallgirren (LG)  | Kreuzhausen        | Sadowoje                  | 1936–1938 Schallgirren                                                            |
| Szameitschen (LG) |                    |                           | Kirchspiel Trempen, 1928 zur LG Elkinehlen                                        |
| Tarputschen (GB)  | Sauckenhof         | Luschki                   | Kirchspiel Trempen, seit 1928 LG                                                  |
| Tatarren (GB)     |                    | Tichomirowka              | spätestens seit 1882, seit 1928 LG                                                |

Am 12. Januar 1939 wurde der Amtsbezirk umverlegt und hieß ab dann Amtsbezirk Kreuzhausen. Zu diesem Zeitpunkt hatten zum Amtsbezirk Tarputschen die Gemeinden Elken, Julienfelde, Kreuzhausen, Sauckenhof und Tatarren gehört. 

## Kirche
Tarputschen war mit seiner vor 1945 überwiegend evangelischen Bevölkerung in das Kirchspiel Trempen (russisch: Nowostrojewo) eingegliedert und gehörte zum Kirchenkreis Darkehmen (1938–1946 Angerapp, russisch: Osjorsk) in der Kirchenprovinz Ostpreußen der Kirche der Altpreußischen Union. Letzter deutscher Geistlicher war Pfarrer Kurt Murach.
Während der Zeit der Sowjetunion kam alles kirchliche Leben zwangsweise zum Erliegen. In den 1990er Jahren gründete sich im 28 Kilometer weit entfernten Tschernjachowsk (Insterburg) eine neue evangelische Gemeinde, die sich mit zahlreichen anderen zur Propstei Kaliningrad in der Evangelisch-Lutherischen Kirche Europäisches Russland (ELKER) zusammenschloss.

## Persönlichkeiten des Ortes
- Ernst Friedrich Fabian von Saucken-Tarputschen (* 24. August 1791 in Wickerau, Ostpreußen; † 25. April 1854 in Tarputschen), ostpreußischer Politiker
- Karl von Saucken (* 14. November 1822 in Tarputschen), Rittergutsbesitzer, deutscher Politiker († 1871)
- Kurt von Saucken-Tarputschen (* 17. Juni 1825 in Tarputschen), Rittergutsbesitzer, deutscher Jurist, Landesdirektor und Reichstagsabgeordneter († 1890)
- Konstanz von Saucken-Julienfelde (* 10. Juli 1826 in Tarputschen), Rittergutsbesitzer, deutscher Reichstagsabgeordneter († 1891)
- Franz Lehmann (* 6. Februar 1881 in Tarputschen), deutscher pharmazeutischer Chemiker († 1961)